# Portales (Novo México)
Portales é uma cidade localizada no estado americano de Novo México, no Condado de Roosevelt. É a sede e maior cidade do condado. Na cidade está localizada a Universidade do Leste do Novo México. Portales também está próxima da cidade de Clovis e da base da força aérea de Cannon, que contribui muito na economia da região.
A Universidade do leste do Novo México foi inaugurada em 1934 e cresceu a ponto de se tornar a terceira maior universidade no estado.
Originalmente, tinha uma larga produção de amendoim e batatas, e embora continue com a fama de produzir esses produtos, atualmente a cidade possui uma grande produção de gêneros relacionados ao leite.

## Demografia
Segundo o censo americano de 2000, a sua população era de 11.131 habitantes.
Em 2006 foi estimada uma população de 11.308 habitantes um aumento de 177 (1,6%).

## Geografia
De acordo com o United States Census Bureau tem uma área de 17,7 km², dos quais 17,7 km² cobertos por terra e 0,0 km² cobertos por água. Portales localiza-se a aproximadamente 1221 m acima do nível do mar.

## Localidades na vizinhança
O diagrama seguinte representa as localidades num raio de 36 km ao redor de Portales.